# Markus Metzger
Markus Metzger OSB (* 26. Januar 1879 in Monatshausen; † 3. August 1949 im Gefangenenlager Oksadok, Provinz Chagang-do, Nordkorea) war ein deutscher römisch-katholischer Ordensmann, Missionar und Märtyrer. 

## Leben
Simon Metzger, der aus Tutzing stammte, trat 1897 in das Kloster St. Ottilien der Benediktinerkongregation von St. Ottilien ein, nahm den Ordensnamen Markus an und legte am 14. Oktober 1900 die Profess ab. Einen ersten Missionseinsatz von 1903 bis 1905 in Ostafrika musste er wegen Klima-Unverträglichkeit abbrechen. 1911 ging er in das Missions-Kloster Seoul in Korea und von dort in das Kloster Tokwon bei Wŏnsan, wo er als Hausmeister wirkte. Nach der Besetzung des Klosters Tokwon durch die koreanische kommunistische Geheimpolizei am 10. Mai 1949 kam er zusammen mit dem gesamten Konvent in das Gefangenenlager Oksadok südlich Kanggye und starb dort Anfang August an Unterernährung. 

## Gedenken
Die Römisch-katholische Kirche in Deutschland hat Bruder Markus Metzger als Märtyrer in das deutsche Martyrologium des 20. Jahrhunderts aufgenommen.